# Волица (Владимирский район)
Волица (укр. Волиця) — село в Павловской сельской общине Владимирского района Волынской области Украины.
До 2020 года входило в Иваничевский район.
Код КОАТУУ — 0721182302. Население по переписи 2001 года составляет 423 человека. Почтовый индекс — . Телефонный код — 3372.